# Стражи Галактики (саундтрек)
Стра́жи Гала́ктики: Улётный микс, часть 1 (оригинальный саундтрек) — альбом саундтреков к фильму «Стражи Галактики» (2014) для компании Marvel Studios. Альбом был выпущен лейблом Hollywood Records 29 июля 2014 года. В тот же день лейбл Hollywood Records выпустил отдельный альбом с музыкой к фильму под названием Guardians of the Galaxy (Original Score), написанный Тайлером Бейтсом, вместе с делюкс-версией, включающей оба альбома. Альбом саундтреков занял первое место в чарте Billboard 200 США, став первым в истории альбомом саундтреков, полностью состоящим из ранее выпущенных песен, которые возглавили чарт.
Альбом возглавлял чарт Billboard Top Soundtracks 11 недель подряд и 16 недель в общей сложности. По состоянию на апрель 2017 года, только в США было продано более 1,75 миллиона копий, и альбом получил платиновый сертификат RIAA. Альбом стал вторым самым продаваемым альбомом саундтреков в США в 2014 году, уступив только саундтреку к фильму «Холодное сердце» (2013).

## Разработка
В августе 2013 года режиссёр фильма Джеймс Ганн сообщил на своей странице в Facebook, что Тайлер Бэйтс напишет музыку к фильму. Ганн заявил, что Бэйтс сначала напишет часть партитуры, чтобы он мог снимать под музыку, а не под фильм. В феврале 2014 года Ганн сообщил, что в фильм будут включены песни 1960-х и 1970-х годов, такие как «Hooked on a Feeling», из микстейпа на плеере Квилла, который служит ему способом сохранить связь с Землей, домом и семьей, которую он потерял. В мае 2014 года Ганн добавил, что использование песен 60-х и 70-х годов было «культурным ориентиром», сказав: «Это установление баланса на протяжении всего фильма, с помощью чего-то очень уникального, но в то же время легко доступного для людей. Музыка и материал о Земле — это одна из тех точек соприкосновения, которые напоминают нам, что да, [Квилл] — это реальный человек с планеты Земля, такой же, как мы с вами. За исключением того, что он участвует в этом большом космическом приключении».

## Стражи Галактики: Улётный микс, часть 1 (оригинальный саундтрек)
| Оценки критиков | Оценки критиков |
| Источник        | Оценка          |
| --------------- | --------------- |
| AllMusic        | [ 5 ]           |

### Трек-лист
| №                   | Название                         | Автор(ы)                      | Артист(-ы)                 | Длительность |
| ------------------- | -------------------------------- | ----------------------------- | -------------------------- | ------------ |
| 1.                  | «Hooked on a Feeling»            | Марк Джеймс                   | Blue Swede                 | 2:52         |
| 2.                  | «Go All the Way»                 | Эрик Кармен                   | Raspberries                | 3:21         |
| 3.                  | «Spirit in the Sky»              | Норман Гринбаум               | Норман Гринбаум            | 4:02         |
| 4.                  | «Moonage Daydream»               | Дэвид Боуи                    | Дэвид Боуи                 | 4:41         |
| 5.                  | «Fooled Around and Fell in Love» | Элвин Бишоп                   | Элвин Бишоп                | 4:35         |
| 6.                  | «I'm Not in Love»                | Эрик Стюарт Грэм Гоулдман     | 10cc                       | 6:03         |
| 7.                  | «I Want You Back»                | The Corporation               | The Jackson 5              | 2:58         |
| 8.                  | «Come and Get Your Love»         | Lolly Vegas                   | Redbone                    | 3:26         |
| 9.                  | «Cherry Bomb»                    | Джоан Джетт Ким Фоули         | The Runaways               | 2:17         |
| 10.                 | «Escape (The Piña Colada Song)»  | Руперт Холмс                  | Руперт Холмс               | 3:47         |
| 11.                 | «O-o-h Child»                    | Стэн Винсент                  | Five Stairsteps            | 3:13         |
| 12.                 | «Ain't No Mountain High Enough»  | Николас Эшфорд Валери Симпсон | Марвин Гэй и Тамми Террелл | 2:29         |
| Общая длительность: | Общая длительность:              | Общая длительность:           | Общая длительность:        | 43:44        |

Все песни — за исключением «Spirit in the Sky», которая звучит в трейлере — звучат в фильме. Песни «Never Been to Spain» группы Three Dog Night, «Magic» группы Pilot и «Livin' Thing» группы Electric Light Orchestra также использовались во время съемок, однако сцены, в которых они были показаны, были вырезаны из окончательной версии фильма. «Wichita Lineman» Глена Кэмпбелла и «Mama Told Me (Not to Come)» Three Dog Night изначально рассматривались для фильма вместо «Moonage Daydream». Также для фильма рассматривались песни «Fox on the Run» группы Sweet и «Surrender» группы Cheap Trick. Обе эти песни, в будущем, использовались в саундтреке для фильма «Стражи Галактики. Часть 2» (2017).

### Чарты и сертификаты
К августу 2014 года альбом Guardians of the Galaxy: Awesome Mix Vol. 1 достиг вершины чарта Billboard 200, став первым альбомом саундтреков, полностью состоящим из ранее выпущенных песен, которые возглавили чарт. К сентябрю 2014 года альбом стал вторым самым продаваемым альбомом саундтреков в США (после саундтрека «Холодное сердце») с 426 000 проданных на тот момент копий. Альбом также стал вторым альбомом саундтреков, выпущенным Disney Music Group в том же году (также саундтрека «Холодное сердце»), который занял первое место в вышеупомянутом чарте. Альбом получил золотой сертификат Американской ассоциации звукозаписывающих компаний через восемь недель после его выпуска. 16 сентября 2014 года было выпущено эксклюзивное виниловое LP-издание саундтрека. До декабря 2019 года было продано 367 000 экземпляров виниловой пластинки, что делает её третьим самым продаваемым виниловым альбомом десятилетия. 28 ноября 2014 года саундтрек был выпущен ограниченным тиражом на кассетах, эксклюзивно для розничных продавцов, участвующих в акции «Черная пятница», посвященным Дню музыкального магазина, и стал первым выпуском кассеты Disney Music Group после альбома «Классический Дисней: 60 лет музыкальной магии» 2003 года. Саундтрек стал пятым самым продаваемым альбомом 2014 года, продав в общей сложности 898 000 копий в том году. В январе 2015 года альбом получил платиновый сертификат RIAA. Всего в США было продано 1,75 миллиона копий, из которых 11 000 пришлось на продажи кассет. Во всем мире было продано более 2,5 миллионов копий в 2014 году.

#### Чарты
| Чарт (2014)                         | Высшая позиция |
| ----------------------------------- | -------------- |
| Австралия (ARIA)                    | 2              |
| Австрия (Ö3 Austria)                | 5              |
| Бельгия/Фландрия (Ultratop)         | 18             |
| Бельгия/Валлония (Ultratop)         | 23             |
| Канада (Canadian Albums Chart)      | 1              |
| Дания (Hitlisten)                   | 5              |
| Нидерланды (Album Top 100)          | 27             |
| Франция (SNEP)                      | 46             |
| Германия (Offizielle Top 100)       | 9              |
| Венгрия (MAHASZ)                    | 11             |
| Italian Compilation Albums Chart    | 2              |
| Новая Зеландия (RMNZ)               | 7              |
| Испания (PROMUSICAE)                | 28             |
| Швейцария (Schweizer Hitparade)     | 19             |
| UK Compilation Albums Chart         | 2              |
| UK Official Soundtracks Album Chart | 1              |
| США (Billboard 200)                 | 1              |
| США (Billboard Top Rock Albums)     | 1              |
| США (Billboard Soundtrack Albums)   | 1              |

#### Сертификаты
| Регион | Сертификация  | Продажи   |
| --- | ------------- | --------- |
| Австралия (ARIA) | 2× Платиновый | 140 000^  |
| Австрия (IFPI Austria) | Платиновый    | 15 000*   |
| Канада (Music Canada) | 3× Платиновый | 240 000   |
| Германия (BVMI) | Платиновый    | 200 000   |
| Новая Зеландия (RMNZ) | Золотой       | 7500^     |
| Великобритания (BPI) | 2× Платиновый | 600 000   |
| США (RIAA) | 3× Платиновый | 3 000 000 |
| Итого |               |           |
| Мир (IFPI) | —             | 2,500,000 |
| * Данные о продажах приведены только на основе сертификации. · ^ Данные о тиражах приведены только на основе сертификации. · Данные о продажах + прослушиваниях приведены только на основе сертификации. |               |           |

#### Графики по итогам года
| Чарт (2014)                        | Позиция |
| ---------------------------------- | ------- |
| Australian Albums (ARIA)           | 22      |
| Belgian Albums (Ultratop Flanders) | 171     |
| Canadian Albums (Billboard)        | 26      |
| US Billboard 200                   | 19      |
| US Top Rock Album (Billboard)s     | 4       |
| US Soundtracks Albums (Billboard)  | 2       |
| Worldwide (IFPI)                   | 8       |
| Чарт (2015)                        | Позиция |
| Australian Albums (ARIA)           | 36      |
| Austrian Albums (Ö3 Austria)       | 59      |
| Canadian Albums (Billboard)        | 19      |
| Новая Зеландия (RMNZ)              | 48      |
| US Billboard 200                   | 21      |
| US Top Rock Albums (Billboard)     | 1       |
| US Soundtracks Albums (Billboard)  | 2       |
| Чарт (2016)                        | Позиция |
| US Top Rock Albums (Billboard)     | 16      |
| US Soundtracks Albums (Billboard)  | 4       |
| Чарт (2017)                        | Позиция |
| Australian Albums (ARIA)           | 18      |
| Austrian Albums (Ö3 Austria)       | 37      |
| US Top Stage & Screen Albums       | 8       |
| US Billboard 200                   | 125     |
| US Top Rock Albums (Billboard)     | 14      |
| US Soundtracks Albums (Billboard)  | 9       |
| Чарт (2018)                        | Позиция |
| Australian Albums (ARIA)           | 24      |
| Austrian Albums (Ö3 Austria)       | 48      |
| US Top Rock Albums (Billboard)     | 46      |
| US Soundtracks Albums (Billboard)  | 10      |
| Чарт (2019)                        | Позиция |
| Australian Albums (ARIA)           | 56      |
| Belgian Albums (Ultratop Flanders) | 113     |
| Belgian Albums (Ultratop Wallonia) | 197     |
| US Top Rock Albums (Billboard)     | 71      |
| US Soundtracks Albums (Billboard)  | 11      |
| Чарт (2020)                        | Позиция |
| US Soundtrack Albums (Billboard)   | 11      |
| Чарт (2021)                        | Позиция |
| US Top Rock Albums (Billboard)     | 68      |
| US Soundtrack Albums (Billboard)   | 7       |

#### Графики по итогам десятилетия
| Чарт (2010—2019)               | Позиция |
| ------------------------------ | ------- |
| Australian Albums (ARIA)       | 44      |
| US Billboard 200               | 78      |
| US Top Rock Albums (Billboard) | 4       |

## Стражи Галактики (оригинальный саундтрек)

### Трек-лист
Вся музыка написана Тайлером Бэйтсом.
| №                   | Название                        | Длительность |
| ------------------- | ------------------------------- | ------------ |
| 1.                  | «Morag»                         | 1:58         |
| 2.                  | «The Final Battle Begins»       | 4:21         |
| 3.                  | «Plasma Ball»                   | 1:18         |
| 4.                  | «Quill's Big Retreat»           | 1:38         |
| 5.                  | «To the Stars»                  | 2:52         |
| 6.                  | «Ronan's Theme»                 | 2:24         |
| 7.                  | «Everyone's an Idiot»           | 1:26         |
| 8.                  | «What a Bunch of A-Holes»       | 2:14         |
| 9.                  | «Busted»                        | 1:34         |
| 10.                 | «The New Meat»                  | 0:36         |
| 11.                 | «The Destroyer»                 | 1:27         |
| 12.                 | «Sanctuary»                     | 2:26         |
| 13.                 | «The Kyln Escape»               | 7:23         |
| 14.                 | «Don't Mess With My Walkman»    | 0:44         |
| 15.                 | «The Great Companion»           | 0:51         |
| 16.                 | «The Road to Knowhere»          | 0:37         |
| 17.                 | «The Collector»                 | 3:20         |
| 18.                 | «Ronan's Arrival»               | 0:56         |
| 19.                 | «The Pod Chase»                 | 3:56         |
| 20.                 | «Sacrifice»                     | 3:20         |
| 21.                 | «We All Got Dead People»        | 1:46         |
| 22.                 | «The Ballad of the Nova Corps.» | 1:48         |
| 23.                 | «Groot Spores»                  | 1:11         |
| 24.                 | «Guardians United»              | 2:46         |
| 25.                 | «The Big Blast»                 | 3:05         |
| 26.                 | «Groot Cocoon»                  | 2:29         |
| 27.                 | «Black Tears»                   | 2:43         |
| 28.                 | «Citizens Unite»                | 1:15         |
| 29.                 | «A Nova Upgrade»                | 2:10         |
| Общая длительность: | Общая длительность:             | 1:04:34      |

### Чарты
| Чарт (2014)                         | Высшая позиция |
| ----------------------------------- | -------------- |
| UK Official Soundtracks Album Chart | 6              |
| UK Official Compilations Chart      | 58             |